# Olivier-Jules J. Derousseaux
Olivier-Jules J. Derousseaux, belgijski general, * 1886, † 1970.